# نریمان حسن‌زاده
نریمان حسن‌زاده (به ترکی آذربایجانی: Nəriman Həsənzadə)(متولد ۱۹۳۱ قره بولاغ، قازاخ) از نویسندگان و شاعران معاصر آذربایجانی  به‌شمار می‌رود.

## زندگی
نریمان حسن‌زاده در سال ۱۹۳۱ در قزاق زاده شد، وی تحصیلات ابتدایی و راهنمایی را در زادگاهش و گنجه گذراند، سپس جهت آموزش متوسطه و دانشگاهی راهی مسکو شد و ادامه تحصیلاتش را در رشته ادبیات دانشگاه ماکسیم گورکی به پایان رسانید.

## آثار
نریمان حسن‌زاده ۲۴ جلد کتاب را به رشته تحریر و چاپ درآورد. آثار وی علاوه بر آذربایجان، در میان علاقه‌مندان ادبیات روسیه نیز مشهور بود تا جایی که به زبان‌های آلمانی، هندی، انگلیسی، اسپانیایی نیز چاپ شده‌است.
الهام علی‌اف رئیس جمهور جمهوری آذربایجان  در آوریل ۲۰۱۱ از نریمان حسن‌زاده به سبب فعالیت‌هایش در حوزه ادبی تقدیر کرد.
برخی از آثار مشهور نریمان حسین‌زاده:
- "منظومه نریمان" (به ترکی آذربایجانی: Nəriman Mənzoməsi)
- "پرنده زمردین" (به ترکی آذربایجانی: Zümürrüd Quşu)
- "راهپیمایی پومپه به قفقاز" (به ترکی آذربایجانی: Pompeyin Qafqaza yürüşü)
- "پدرمردها" (به ترکی آذربایجانی: Atabəylər)
- "انتظار فقط برای یک دختر" (به ترکی آذربایجانی: Təkcə məni bir qiz gözləyir)
- "مقداری بخند" (به ترکی آذربایجانی: Gül bir az)
- "کاش" (به ترکی آذربایجانی: Kaş)
- "خوش‌شانس بود" (به ترکی آذربایجانی: Bəxtəvər oldu)
- "قفقاز" (به ترکی آذربایجانی: Qafqaz)
- "جاوید" (به ترکی آذربایجانی: Cavid)
- "بلبل خاری" (به ترکی آذربایجانی: Xarı bülbül)
- "نظامی" (به ترکی آذربایجانی: Nizami)